# Барна ложка

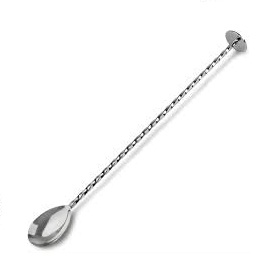
Барна ложка з кнопкою

Ба́рна ло́жка — спеціальна ложка, якою користуються бармени при приготуванні змішаних напоїв (міксів) та коктейлів. Ложка має подовжену, скручену посередині або повністю, ручку. Оскільки головне призначення барної ложки — діставати до дна барного посуду, є досить різноманітною по висоті. Довжина ручки не має стандарту і варіює від 15 до 50 см. Кінець ручки, як правило, забезпечується якимось додатковим пристосуванням — товкачиком, вилочкою або диском. У спеціальній літературі барна ложка вказується як незамінна приналежність сучасного барного інвентарю.
Форма барної ложки, її вага, довжина, товщина, матеріал, з якого вона виготовляється, мають значення і є результатом досвіду не одного покоління барменів і промислових дизайнерів. Удавана простота цього інструменту при його граничній корисності дозволяють вважати її одним із символів барної культури.

## Використання
Барну ложку використовують:
- Для контрольованого (обережного або посиленого, спрямованого чи ні) перемішування інгредієнтів змішаних напоїв методами стирання або білд. При цьому можна уперти ложку в центр дна келиха, обертаючи її вільною рукою, імітуючи гребний гвинт, або перемішувати, притиснувши ложку до стінок стакана таким чином, щоб її тильна частина залишалася зовні, мінімізуючи руйнування кубиків льоду.
- Для приготування шаруватих коктейлів. При цьому ложку впирають або в стінку склянки, або в її дно і ллють інгредієнти прямо на ручку барної ложки, спіральна форма якої служить відмінним направлювачем для тонкої цівки, яка додається шаром напою. У разі, якщо барна посудина мала, розподільною площиною є не ложка, а диск на кінці ручки.
- Для подрібнення нерідких інгредієнтів: цукру, цедри, зелені, ягід. Використовується як ложка, так і невеликий товкач на кінці ручки.
- Для виміру — як сипучих, так і рідких інгредієнтів. Обсяг барної ложки вважається стандартним, вказується в рецептах як б. л. (барна ложка) або bsp. (bar spoon) і дорівнює ⅛ рідкої унції (3,7 мл або приблизно — 4 мл). Хоча, через різницю англійської та американської рідких унцій, зустрічається й округлене значення американської чайної ложки 4,93 мл. — 5 мл.
- Для вибірки та подачі фруктових гарнірів. Використовується також двозуба вилочка на кінці ручки.
- Для відкупорювання деяких видів пляшок.[5]

## Історія
У першому друкованому виданні, присвяченому мистецтву приготування змішаних напоїв, «Довідник бармена: як змішувати напої, або супутник бонвівана» Джеррі Томаса, яка була опублікована в 1862-му році, барні ложки ще не згадуються; але вже в 1891-м, — у книзі Вільяма Шмідта «Повна чаша: коли та що пити etc.», — барна ложка згадується 17 разів, і всі 17 раз — у складі рецептів. Тому можна припустити, що барні ложки з'явилися в період з 1862-го по 1891-й рік. Велика ймовірність, що в одному з американських музеїв зберігся зразок барних ложок 19-го століття.
З іншого боку, для розуміння історії барної ложки важливо пам'ятати, що міра барної ложки нерозривно пов'язана з історією драхми аптекарської ваги, яка сходить, своєю чергою, до давньоримської системи ваг, найменшим значенням ваги в якій було ячмінне або пшеничне зерно — гран. В барній ложці їх рівно 20.